# Agnes Murgoci
Agnes Murgoci (* 28. März 1875 in Adelaide, Australien; † 7. Mai 1929 in England) war eine britische Wissenschaftlerin.

## Leben
Agnes Kelly wurde in Adelaide als Tochter des aus Glasgow stammenden Adam Kelly und der Helen Beveridge geboren. Mit drei Jahren kam sie mit der Familie nach England. Sie besuchte die Dollar Academy und studierte ab 1892 am Bedford College. Nach dem Abschluss 1896 als Bachelor of Science in Zoologie ging sie nach München. Im Jahr 1900 waren sie und die Schottin Maria Matilda Ogilvie Gordon die ersten Frauen, die an der Ludwig-Maximilians-Universität München in Naturwissenschaften promoviert wurden.
In München lernte Kelly den rumänischen Mineralogen Gheorghe Munteanu-Murgoci kennen. Sie heirateten 1904 und gingen nach Bukarest. Die Kinder Helen und Radu wurden in Rumänien geboren. Agnes Murgoci publizierte in dieser Zeit über Volkskunde. Während des Ersten Weltkriegs flohen Murgoci und die Kinder nach England. Auch nach der Flucht beschäftigte sich Murgoci mit rumänischer Volkskunde.
Murgoci starb in England am 7. Mai 1929 nach einem Verkehrsunfall auf der Isle of Wight.